# Parc Nacional dels Volcans de Hawaii
El Parc Nacional dels Volcans de Hawaii (en anglès Hawaiʻi Volcanoes National Park) és un parc nacional creat el 1916 als Estats Units situat a l'estat de Hawaii a l'Illa de Hawaii. Abasta dos volcans actius: Kīlauea, un dels volcans més actius del món, i Mauna Loa, el volcà més massiu del món.

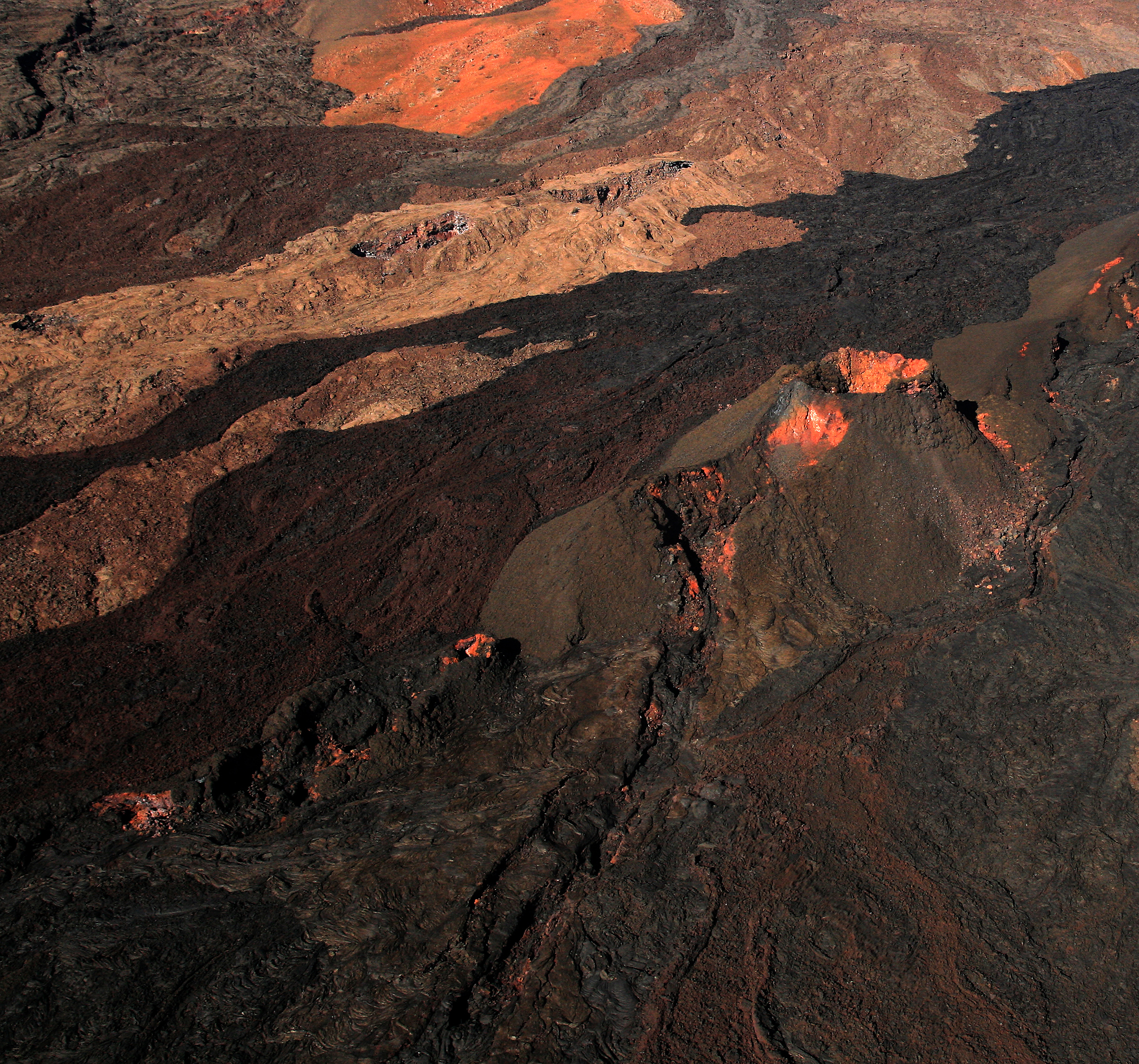
Mauna Loa vista des de l'aire

## Descripció
El parc ofereix als científics un lloc per a estudiar el naixement de les illes hawaianes i investigar els processos del vulcanisme. Per als visitants, el parc ofereix espectaculars paisatges volcànics, així com una gran varietat de flora i fauna rares. En reconeixement dels seus excepcionals valors naturals, el parc va ser designat una Reserva de la Biosfera de la UNESCO el 1980 i un Patrimoni de la Humanitat el 1987. L'any 2000 es va canviar el nom de "Volcans de Hawaii" (Hawaii Volanoes) a "Volcans de Hawaiʻi" (Hawaiʻi Volcanoes) per la Llei per a la Correcció Lingüística dels Parcs Nacionals Hawaians (Hawaiian National Park Language Correction Act) del 2000.